# 何家乡
何家乡，是中华人民共和国浙江省衢州市常山县下辖的一个乡镇级行政单位。

## 行政区划
何家乡下辖以下地区：
樊家村、文图村、溪东村、源口村、石门村、琚家村、煤山村、江源村、何家村、黄冈村、金家村、璞石村、蒋村和红旗村。